# Johann von Batrun
Johann von Batrun (frz.: Jean de Botroun; † 1277) war Herr von Batrun in der Grafschaft Tripolis.
Er war der Sohn von Wilhelm (II.) von Batrun und dessen Gattin Agnes von Sidon.
Nach dem Tod seines Vaters erbte er dessen Herrschaft Batrun.
Johann war mit Lucie Embriaco von Gibelet, Tochter des Bertram Embriaco von Gibelet, verheiratet.
Er starb 1277 ohne Nachkommen. Seine Nachfolge als Herr von Batrun trat sein Vetter Rudolf (Rostaing) an. Dieser war der älteste Sohn von Jakob von Batrun, dem jüngeren Bruder von Johanns Vater Wilhelm.